# Traité sur les forces armées conventionnelles en Europe
Pour les articles homonymes, voir FCE et CFE.
Accord de 1990 sur les armes chimiques (1990) Traité Start I (1991)
Le traité sur les forces armées conventionnelles en Europe ou FCE (en anglais, Treaty on Conventional Armed Forces in Europe ou CFE) a été signé à Paris le 19 novembre 1990, entre 34 représentants des États de l'OTAN et du pacte de Varsovie.
Il fixe le niveau d'armements et équipements conventionnels limités par le Traité, autrement dit des véhicules blindés de combat, des hélicoptères d'attaque, des chars de bataille, des avions de combat et de l'artillerie de gros calibre, que les États parties peuvent déployer dans la zone d'application du Traité. Il demande la destruction de 33 000 chars d'assaut, et au total 100 000 armes lourdes. Il est vu comme marquant la fin de la guerre froide.

## Sous l'ère bipolaire
Lors du sommet de la Conférence sur la sécurité et la coopération en Europe (CSCE) à Paris, François Mitterrand déclare : « Yalta s'est terminée ce jour même ». Le Traité de Paris sur les forces conventionnelles en Europe (FCE) est signé. Mais, après la dissolution de l'URSS, le traité a été ratifié par 30 États — les pays membres de l'OTAN, les 6 États du pacte de Varsovie, et les 8 États de l'ex-URSS dont le territoire est situé à l'ouest de l'Oural (Arménie, Azerbaïdjan, Biélorussie, Géorgie, Kazakhstan, Moldavie, Russie et Ukraine).
Il vise à éliminer l’avantage numérique dont disposent les forces du Pacte de Varsovie. D’énormes quantités d’armes (non nucléaires) devaient être détruites entre 1992 et 1995.
En novembre 1999, le sommet de l'Organisation pour la sécurité et la coopération en Europe (OSCE) en Turquie a donné lieu à la signature d'une version adaptée du traité qui ne met plus les objectifs par blocs militaires (le pacte de Varsovie ayant cessé d'exister en 1991, plusieurs de ses membres ont rejoint l'OTAN depuis), mais par pays.
Face aux changements de la donne géostratégique en Europe et au fait que seuls quatre pays ont ratifié le traité à ce jour, Vladimir Poutine annonce le 26 avril 2007 un moratoire sur l'application de ce traité par la Russie entré en vigueur le 12 décembre 2007. La Russie demande que la version adaptée de ce document, qui limite les armements en Europe, soit ratifiée par tous les pays membres de l'OTAN.

## Depuis l'effondrement du bloc soviétique
Depuis et en raison de la dissolution du pacte de Varsovie et de l'Union soviétique, et de l'élargissement de l'OTAN, le Traité FCE dut être révisé pour tenir compte des nouvelles circonstances. Un certain nombre d'accords furent donc conclus : l'accord de Tachkent, le document d'Oslo, l'accord FCE-1A, l'accord sur les flancs, l'accord sur les « éléments fondamentaux » et le Traité FCE adapté.
Le 10 mars 2015, la Russie — via son ministère des Affaires étrangères — annonce mettre un terme à sa participation au traité.
En mai 2023,la Russie annonce suspendre sa participation au traité FCE.

## Les mesures contraignantes du traité
Le Traité FCE prévoit des procédures pour assurer la vérification du respect de ses dispositions. Il s'agit de moyens techniques nationaux ou multinationaux de vérification et notamment d'inspections et de mesures de confiance et de sécurité.
Les États parties doivent s'échanger, chaque année, des informations sur leurs armements classiques et se notifier tout changement dans la structure ou la taille de leurs forces armées conventionnelles. 
Des inspections sur place et des inspections aériennes doivent confirmer le respect des limitations numériques fixées par le Traité pour les armements et équipements conventionnels, et surveiller le processus de réduction selon ces limitations.